# Gai Qi

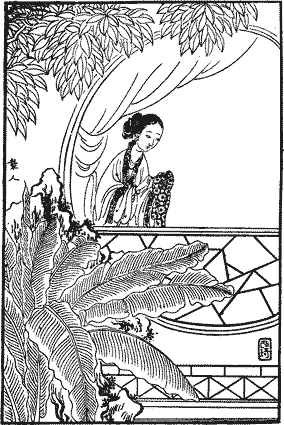
Gravat pertanyent a una il·lustració de Gai Qi en el llibre “El somni del pavelló vermell”

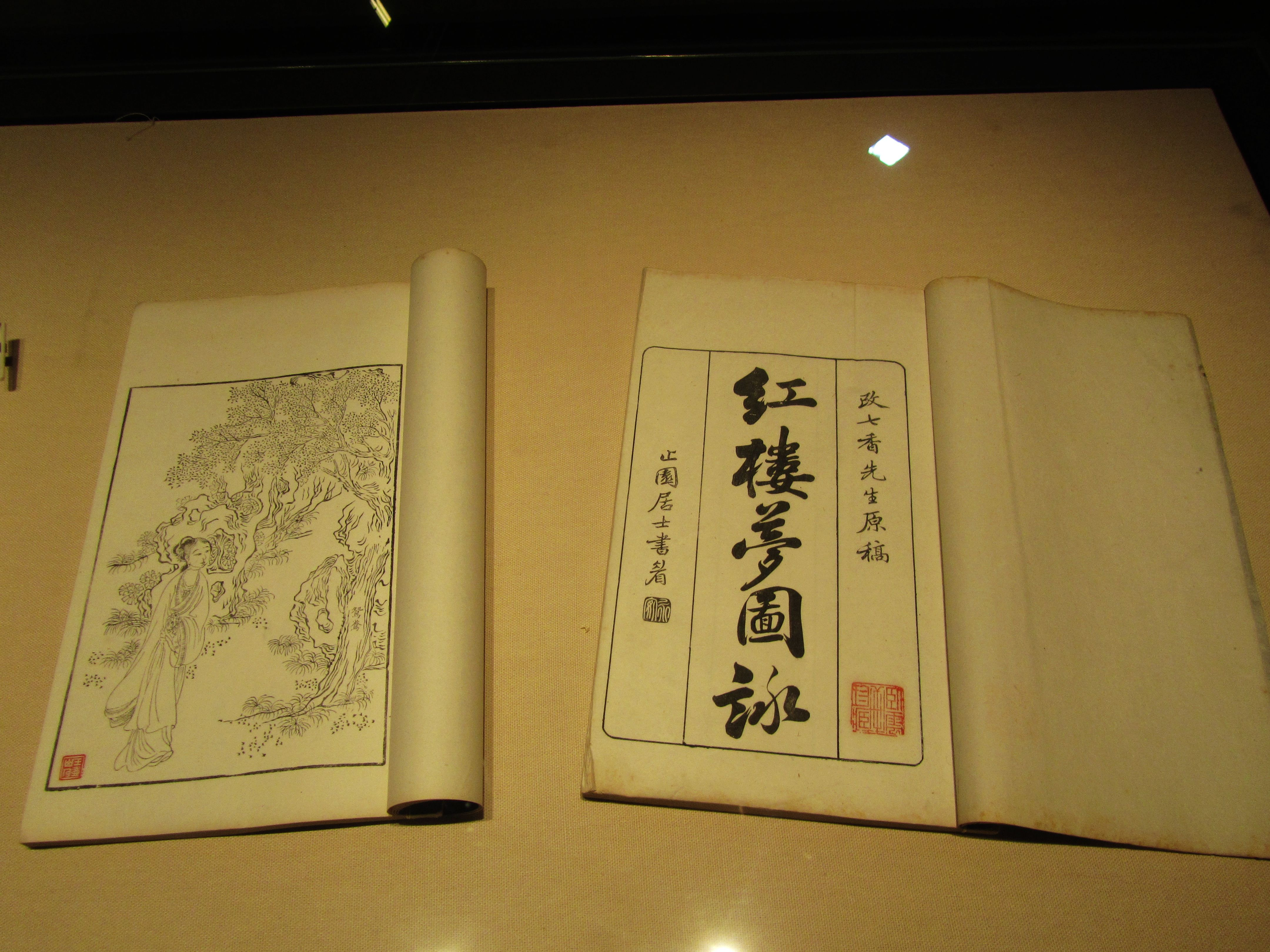
Dues reproduccions corresponents al clàssic xinès “El somni del pavelló vermell”

Gai Qi (en xinès: 改琦; en pinyin: Gǎi Qí) fou un poeta, cal·lígraf i pintor nascut el 1774 a Songjiang a prop de Xangai sota la dinastia Qing i mort el 1829). La seva família era originària de l'oest de la Xina i pertanyia l'ètnia hui.
Artista que va destacar principalment per les seves pintures de figures (famós pels retrats de dones boniques) i plantes. Malgrat que era musulmà, va tractar temes budistes. També va pintar paisatges. En les seves obres figuren poemes seus. La seva activitat la va desenvolupar sobretot a Xangai.